# 天堂里砂
天堂 里砂（てんどう りさ、1980年12月4日 - ）は、日本の小説家。中央公論新社主催、第4回C★NOVELS大賞に『紺碧のパラディーゾ』がさとみ桜名義で特別賞を受賞し、C★NOVELSファンタジアにて同作を改題した『紺碧のサリフィーラ』で天堂里砂名義でデビュー。また、さとみ桜としてKADOKAWA主催の第23回電撃小説大賞で『明治怪異新聞』が銀賞を受賞し、タイトルを改題し同名義でメディアワークス文庫にて『明治あやかし新聞』を刊行。

## 主な作品リスト

### 天堂里砂名義
刊行時の名義が天堂里砂の作品。

C★NOVELSファンタジア（中央公論新社）より発行。
- 『紺碧のサリフィーラ』（イラスト：倉花千夏）　ISBN 978-4-12-501042-7
- 『砂漠の王子と風の精霊』（イラスト：山下ナナオ）　ISBN 978-4-12-501062-5
- 『桜花鬼譚』（イラスト：二星天）　ISBN 978-4-12-501094-6
- 『鏡ヶ原遺聞』 シリーズ（イラスト：ひだかなみ）-完結済

1. 百鬼夜行の少年　ISBN 978-4-12-501139-4
2. 登校途中の百物語　ISBN 978-4-12-501153-0
3. 姫神の裔と鏡の伝説　ISBN 978-4-12-501170-7

- 『萬屋あやかし事件帖』 シリーズ（イラスト：ひだかなみ）-完結済

1. 俺と下僕の妖怪退治　ISBN 978-4-12-501190-5
2. セーラー服と妖怪変化　ISBN 978-4-12-501207-0
3. 妖虎の主人と金髪の神父　ISBN 978-4-12-501222-3

- 『ドラッグ・コート』　シリーズ（イラスト：香坂あきほ）-完結済

1. ドラッグ・コート  迷う仔猫と不思議な薬　ISBN 978-4-12-501253-7
2. ドラッグ・コート2 哀しいネズミと復讐の罠　ISBN 978-4-12-501268-1
3. ドラッグ・コート3 絡みあう毒蛇と光ある未来 ISBN 978-4-12-501285-8

- 『神様は突然やってくる』　シリーズ（イラスト：アオイ冬子）-完結済

1. 神様は突然やってくる - 天然タラシ系神様現る　ISBN 978-4-12-501314-5
2. 神様は突然やってくる2 - 少女の願いと記憶の欠片　ISBN 978-4-12-501324-4

C★NOVELS Mini（中央公論新社）より発行。
- 『オルフェイ船長の災難　紺碧のサリフィーラ外伝』
- 『まいごの×２　おやまのこ　萬屋あやかし事件帖 外伝』
- 『災難は突然やってくる　神様は突然やってくる』
- 『水の神・縹の疑問だらけの一日　神様は突然やってくる』
- 『水神様の夏祭　神様は突然やってくる』
- 『兄・一条祥吾の憂慮　神様は突然やってくる』
- 『一条杏奈の青葉ちゃん考察　神様は突然やってくる』

### さとみ桜名義
刊行時の名義がさとみ桜の作品。

メディアワークス文庫（KADOKAWA）より発行。
- 『明治あやかし新聞 怠惰な記者の裏稼業』（表紙：銀行）

1. ISBN 978-4-04-892676-8
2. ISBN 978-4-04-893409-1
3. ISBN 978-4-04-893835-8

中公文庫（中央公論新社）より発行。
- 『妖怪お宿稲荷荘』（表紙：紀伊カンナ）

1. ISBN 978-4-12-206418-8
2. ISBN 978-4-12-206600-7

マイナビ出版ファン文庫（マイナビ出版）より発行。
- 『帝都モノノ怪ガタリ』（表紙：Minoru）

1. ISBN 978-4-8399-7424-4